# وعل واليا
وعل واليا (الاسم العلمي: Capra walie) من الأنواع المهددة بالانقراض، أحيانا يعتبر نوع فرعي من الوعل الألبي، الخطر الذي يهدد هذا النوع هو خسارة موطنها. بقي حوالي 500 فرد من هذا النوع في مرتفعات إثيوبيا.